# Marxistisch-Leninistische Partei Deutschlands (1965–1968)
Die Marxistisch-Leninistische Partei Deutschlands (MLPD 1965) war eine der ersten Organisationen in der Bundesrepublik Deutschland, die sich an der Politik der Kommunistischen Partei Chinas und der Partei der Arbeit Albaniens orientierte. Nach ihren eigenen Angaben war sie auch in der DDR tätig. Sie sei am 5. März 1965, dem Todestag Josef Stalins, gegründet worden und bestand bis zum Herbst 1968. Zu der heutigen MLPD gab es keine personellen Verbindungen.

## Geschichte
Die MLPD (1965) arbeitete streng konspirativ in der Illegalität und gab ihre Mitgliederzahl völlig überhöht mit 5.000 an. Eigentlich trat sie nur durch ihr ab August 1965 veröffentlichtes Zentralorgan Sozialistisches Deutschland in Erscheinung. Die Zeitschrift bestand aus zwölf vervielfältigen Seiten und erschien meistens monatlich und teilweise mit Tarntiteln wie Der Limes und die Germanen, Reisen in die deutschen Mittelgebirge und Diätvorschriften für Leberkranke. In ihr wurden die Kommunistische Partei der Sowjetunion, die 1956 in der BRD verbotene Kommunistische Partei Deutschlands und die Sozialistische Einheitspartei Deutschlands des Revisionismus bezichtigt, Ernst Thälmann, Josef Stalin und Mao Zedong als Vorbilder herausgestellt und die Existenz der Deutschen Demokratischen Republik befürwortet. Das „Revolutionsprogramm“ der Partei lautete: „Verteidigt die DDR, befreit Westberlin, erkämpft die Volksrepublik Deutschland“ – wozu auch die ehemaligen deutschen Ostgebiete gehören sollten.
Die MLPD (1965) bestand aus den beiden Sektionen DDR (einschließlich West-Berlin) und „Westdeutschland“. Die Organisation hielt Parteitage geheim ab, der IV. wurde 1967 in mehreren Ausgaben des Sozialistischen Deutschland dokumentiert. Bei dem Parteivorsitzenden soll es sich um einen Steuerberater namens Erich Reimann aus Hanau gehandelt haben, der später nicht mehr in Erscheinung getreten ist.

## Mögliche Gründung durch den Verfassungsschutz
Es existieren Behauptungen, dass es sich bei dieser MLPD (1965) um eine der Initiativen des Bundesamtes für Verfassungsschutz gehandelt hat, um „Verwirrung in die Reihen der verbotenen KPD zu tragen“, so Günther Nollau in seinem 1978 erschienenen Buch Das Amt. Dort beschreibt der ehemalige Präsident dieser Behörde den Versuch des Verfassungsschutzes, den namentlich bekannten Mitgliedern der verbotenen KPD durch Mitteilung ihrer Adressen an die Peking Review die Zeitschrift und weiteres chinesisches Propagandamaterial zukommen zu lassen. (Eine deutsche Ausgabe erschien erst ab 1964 als Peking Rundschau.) Dadurch sollte bei der Führung der KPD der Eindruck erweckt werden, innerhalb ihrer Organisation sei eine mächtige prochinesische Fraktion am Werk. Nach der Konstituierung der Deutschen Kommunistischen Partei 1968 und mit der bereits absehbaren Gründung der maoistisch orientierten Kommunistischen Partei Deutschlands/Marxisten-Leninisten war der Zweck, der verbotenen KPD „einige Schwierigkeiten zu bereiten“, erfüllt und die MLPD konnte aufgelöst werden.
Zu einer ähnlichen Aktion des niederländischen Geheimdienstes: Marxistisch-Leninistische Partei der Niederlande.